# Condado de Hardee
El condado de Hardee es un condado ubicado en el estado de Florida. En 2000, su población era de 26 938 habitantes. Su sede está en Wauchula.

## Historia
Su nombre proviene del de Cary A. Hardee, Gobernador de Florida entre 1921 y 1925. El Condado de Hardee fue creado en 1921.
El 13 de agosto de 2004, el Huracán Charley atravesó el Condado de Hardee. Los vientos del huracán sólo se sintieron en el condado durante una hora, pero la mayoría de los inmuebles sufrieron importantes daños y algunos fueron totalmente destruidos.

## Demografía
Según el censo de 2000, el condado cuenta con 26 938 habitantes, 8166 hogares y 6255 familias residentes. La densidad de población es de 16 hab/km² (42 hab/mi²). Hay 9820 unidades habitacionales con una densidad promedio de 6 u.a./km² (15 u.a./mi²). La composición racial de la población del condado es 70,66% Blanca, 8,33% Afroamericana o Negra, 0,68% Nativa americana, 0,30% Asiática, 0,06% De las islas del Pacífico, 17,99% de Otros orígenes y 1,97% de dos o más razas. El 35,68% de la población es de origen hispano o latino cualquiera sea su raza de origen.
De los 8166 hogares, en el 34,90% de ellos viven menores de edad, 60,00% están formados por parejas casadas que viven juntas, 11,10% son llevados por una mujer sin esposo presente y 23,40% no son familias. El 18,00% de todos los hogares están formados por una sola persona y 9,40% de ellos incluyen a una persona de más de 65 años. El promedio de habitantes por hogar es de 3,06 y el tamaño promedio de las familias es de 3,40 personas.
El 27,60% de la población del condado tiene menos de 18 años, el 11,00% tiene entre 18 y 24 años, el 28,30% tiene entre 25 y 44 años, el 19,20% tiene entre 45 y 64 años y el 13,90% tiene más de 65 años de edad. La edad media es de 33 años. Por cada 100 mujeres hay 119,10 hombres y por cada 100 mujeres de más de 18 años hay 123,00 hombres.
La renta media de un hogar del condado es de $30 183, y la renta media de una familia es de $32 487. Los hombres ganan en promedio $23 793 contra $18 823 para las mujeres. La renta per cápita en el condado es de $12 445 el 24,60% de la población y 17,00% de las familias tienen rentas por debajo del nivel de pobreza. De la población total bajo el nivel de pobreza, el 30,20% son menores de 18 y el 16,10% son mayores de 65 años.

## Ciudades y pueblos
- Ciudad de Bowling Green
- Ciudad de Wauchula
- Pueblo de Zolfo Springs